# Historia prehispánica de Costa Rica

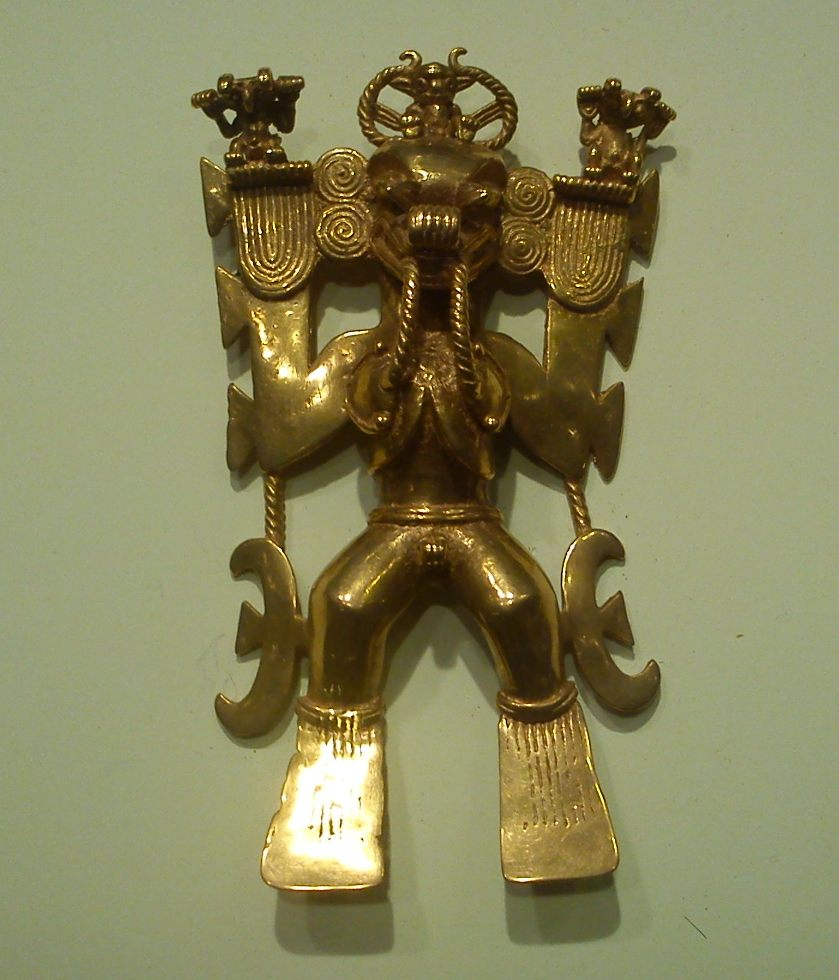
Colgante de oro que representa a un chamán, proveniente de la zona del Pacífico Sur de Costa Rica, de la cultura de Diquís, 700-1350. Museo del Oro Precolombino, San José.

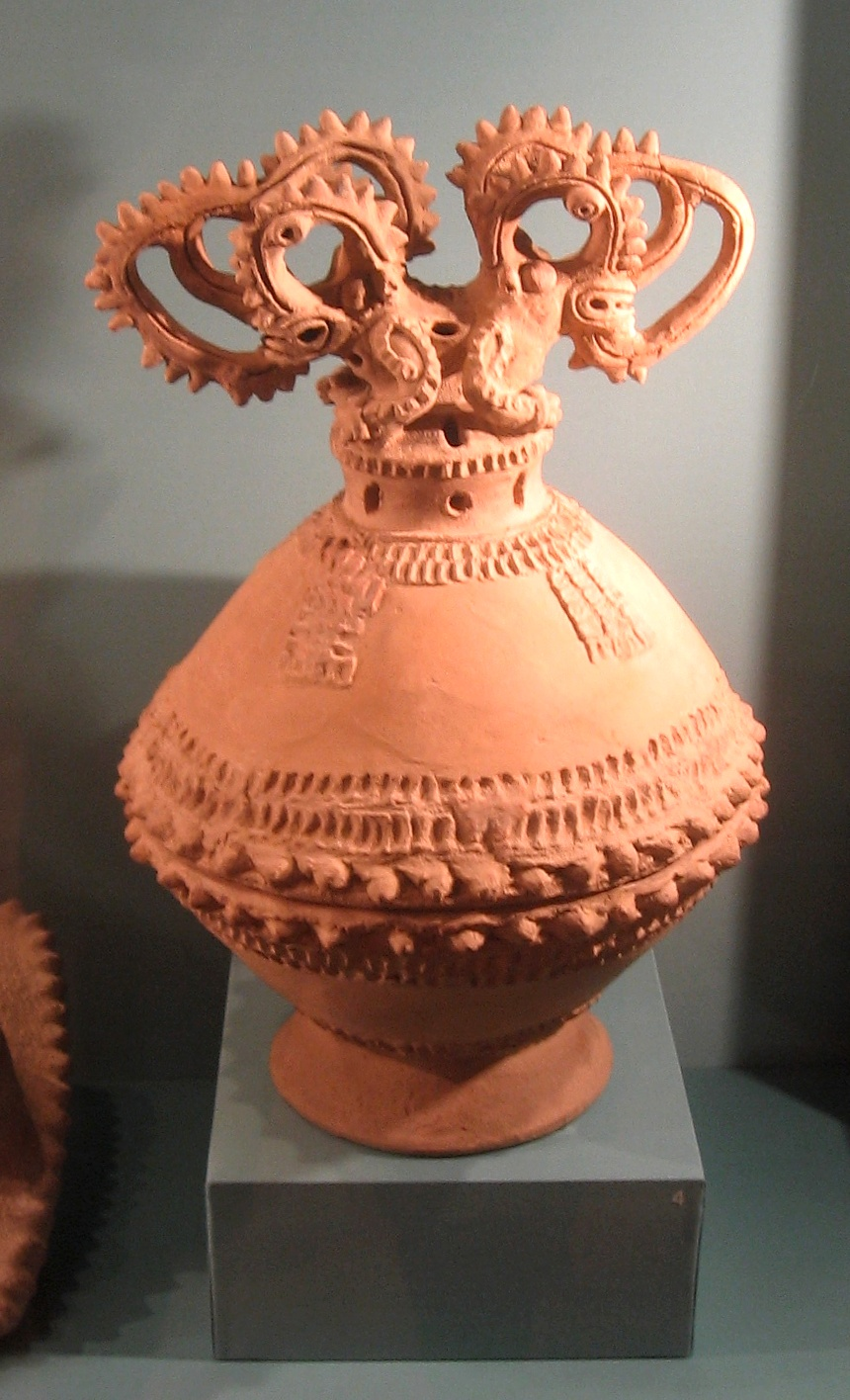
La vasija de nardo, 500 - 1350, Costa Rica.

La historia prehispánica del actual territorio de Costa Rica abarca desde el establecimiento de los primeros pobladores dimanados de Asia (estrecho de Bering), hasta el arribo de los españoles a América, con la consiguiente implantación paulatina de su cultura.
Hay evidencias arqueológicas que permiten ubicar la llegada de los primeros seres humanos al territorio de la actual Costa Rica entre el 10 000 a. C. y el 7000 a. C.. Durante el II milenio a. C. ya existían pequeñas comunidades agrícolas sedentarias.
Entre el 300 a. C. y el 300 d. C. muchas comunidades pasaron de la organización tribal o gentilicia, basada en relaciones de parentesco, escasamente jerarquizada y de producción autosubsistencial, a una organización jerarquizada, con caciques, líderes religiosos o chamanes, artesanos especialistas, etc. Esta organización social surgió por la necesidad de organizar la producción y el intercambio y dirigir las relaciones con otras comunidades, así como las actividades ofensivas y defensivas. Estos grupos establecieron divisiones territoriales más amplias para producir más alimentos y controlar las fuentes de materias primas.
A partir del siglo IX ciertas aldeas crecieron en tamaño dando lugar a la época de los cacicazgos tardíos, que se prolongaría hasta el siglo XVI, con mayor jerarquización social y construcción de grandes obras de infraestructura.

## Historia antigua

### Primeros pobladores
Según las opiniones mejor fundamentadas, durante la concentración de hielo en los continentes hizo descender el nivel de los océanos en unos 120 metros, por lo que grupos de cazadores del noreste del Asia se desplazaron hacia el este en pos de las manadas de animales, y en diversas oleadas recorrieron y se asentaron en América del Norte. A lo largo de varios milenios y de sucesivas generaciones, los descendientes de esos cazadores se distribuyeron por todo el continente americano y las islas vecinas.
Las evidencias arqueológicas permiten ubicar el asentamiento de los primeros seres humanos en el actual territorio de Costa Rica entre el 12.000 y el 8.000 a. C.. En sitios del valle de Turrialba se han hallado áreas de cantera y taller donde se fabricaban herramientas, tales como bifaces. Se cree que esos primeros pobladores de Costa Rica pertenecían a pequeños grupos nómadas de unos 20 a 30 miembros, ligados por parentesco, que se desplazaban continuamente para recolectar raíces, plantas silvestres y cazar animales. Además de las especies que hoy siguen existiendo, entre sus presas habituales se hallaban animales de la llamada megafauna, tales como armadillos y perezosos gigantes, mastodontes, etc.

### Período mesolítico
Alrededor del 8000 a. C. se produjeron cambios climáticos que significaron el fin de las glaciaciones. El aumento en la temperatura provocó cambios sustanciales en la vegetación y se produjo la extinción de la megafauna, ya fuese por la desaparición de las plantas que consumía, por la depredación excesiva de los cazadores o por una combinación de ambos fenómenos. Los cazadores-recolectores tuvieron que desarrollar estrategias para adaptarse a las nuevas condiciones, aunque continuaron con la caza de las especies menores, tales como venados, dantas, saínos, etc. La riqueza de la vegetación tropical tenía la ventaja, además, de permitirles subsistir en diferentes épocas del año.
Se cree que los grupos humanos seguían siendo pequeños, de unos 30 a 100 miembros, organizados en bandas nómadas o seminómadas dedicadas a la recolección y a la caza. Sin embargo, el conocimiento sobre el ambiente local pudo llevarlos a recorrer reiteradamente ciertas zonas dependiendo de la época de maduración de frutos, la producción de algunas plantas silvestres que ya les eran familiares (y que más tarde serían la base de la producción agrícola) o la disponibilidad de otros recursos. En tales recorridos se podían utilizar salientes rocosos como albergues temporales, o establecer campamentos a cielo abierto con tapavientos u otras construcciones temporales.
Se han encontrado talleres, fogones y algunas otras fragmentarias evidencias de la vida de estos grupos en el valle de Turrialba y en diversos parajes del Guanacaste. En esta época continuaba la manufactura de instrumentos especializados para diversas actividades, y algunos artefactos como raspadores, cuchillos y puntas de lanza presentan diferencias de forma y de tamaño con respecto a las de los cazadores de megafauna.

### Período neolítico
Aparentemente hacia el 5000 a. C. surgió una incipiente agricultura de tubérculos y maíz, así como el mantenimiento de árboles frutales y palmas. El desarrollo de la agricultura, surgida a partir del conocimiento de la naturaleza y de los ciclos vitales de algunas plantas y de la progresiva domesticación de éstas, fue un fenómeno lento, que duró miles de años y que coexistió con las actividades tradicionales de cacería y recolección, pero que produjo cierta sedentarización. Para asegurar la subsistencia de los grupos debieron existir formas de trabajo y propiedad colectivas y relaciones igualitarias.
Entre el 2000 a. C. y el 300 a. C., algunas comunidades de agricultores tempranos pasaron a convertirse en sociedades igualitarias. El desarrollo agrícola propició cambios en las relaciones entre los grupos humanos y la naturaleza, y también permitió alimentar a mucho más personas. Además, la dependencia cada vez mayor de la agricultura obligó a los grupos humanos al establecimiento permanente alrededor de los campos de cultivo, por lo que aparecieron aldeas estables, que en un inicio debieron estar formadas por chozas levantadas en claros abiertos en el bosque. El sistema agrícola que más probablemente se empleó fue el de roza y quema: el bosque se cortó con hachas de piedra y cuñas y después se quemó para prepararlo para los cultivos. Las prácticas agrícolas incluyeron la vegecultura, la semicultura o una combinación de ambas.
La vegecultura (multiplicación de las plantas por estacas) se realizaba mediante el cultivo de tubérculos (yuca, ñame, camote) y el aprovechamiento de palmas y diversos árboles (aguacate, nance, etc.), que se combinaba con la caza y la pesca. Esta actividad era muy estable, ya que demandaba pocos nutrientes en los suelos, provocaba escasa erosión y podía desarrollarse en zonas quebradas. Por tales características, las sociedades que se circunscribían a la vegecultura cambiaban muy lentamente.
Al contrario de la vegecultura, la semicultura o cultivo de plantas a partir de semillas alteraba más el entorno, porque requería más nutrientes y causaba mayor erosión de los suelos. En compensación, era un sistema de mayor rendimiento, sus productos eran más fáciles de almacenar y permitía disponer de los excedentes en épocas en que no se cosechaba, dando lugar a sociedades mayores en las que había diversificación de funciones. La principal actividad de semicultura fue la producción de maíz, con cultivos asociados de frijoles y ayotes.
Para la época correspondiente al II milenio a. C. ya existían en Costa Rica pequeñas y dispersas aldeas, comunidades agrícolas sedentarias que contaban con recipientes y utensilios de cerámica y herramientas de madera, hueso y piedra para las labores agrícolas y la preparación de alimentos. Los restos más antiguos de estas primeras comunidades agrícolas aldeanas (2000-500 a. C.) han sido hallados en la provincia de Guanacaste.
Algo más recientes (1500-300 a. C.), son los descubiertos en el valle de Turrialba, la zona costera de Gandoca, algunos lugares de las llanuras del Norte, la cuenca del río Sarapiquí, Barva, el valle de Herradura, la cuenca del río Grande de Térraba, la cuenca del río Coto Colorado y la isla del Caño.

## Evolución social

### Sociedades igualitarias

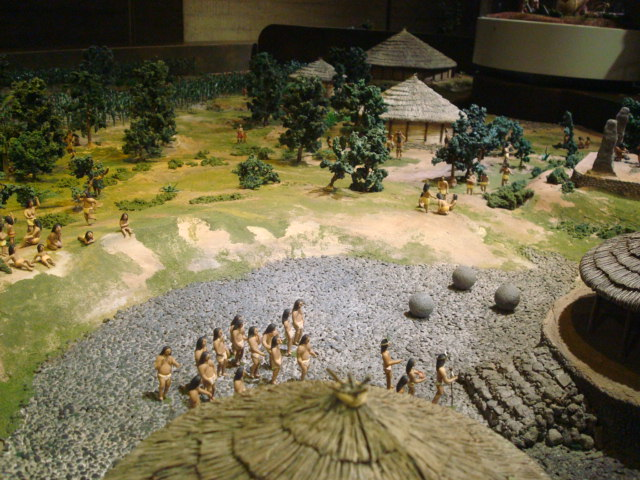
Reconstrucción que representa una ciudad precolombina costarricense, correspondiente a la cultura del Díquis, en el Pacífico sur de Costa Rica. Nótese las esferas de piedra, que en la actualidad son símbolos de identidad nacional. Museo del Oro Precolombino, San José de Costa Rica.

En un principio, la organización social de estos grupos debió ser de tipo tribal o gentilicio, con relaciones igualitarias entre los individuos y organizaciones en clanes o grupos cuyos miembros eran o se consideraban descendientes de antepasados comunes. Tal vínculo habría servido de cimiento a las relaciones económicas y políticas; el liderazgo habría sido informal y la propiedad de bienes colectiva. Sin embargo, la agricultura, el sedentarismo y el aumento demográfico debieron generar la formación de sectores superiores en la sociedad y la aparición de líderes que se encargasen de la adecuada organización de la producción y la distribución de los alimentos, dirimir disputas, etc. Personajes como el chamán, especie de sacerdote, médico y hechicero, habrían organizado la vida religiosa y espiritual.

### Cacicazgos
La dependencia de la agricultura conllevó la necesidad de tener un control territorial eficiente, para asegurarse buenas tierras de cultivo y el mejoramiento de las técnicas productivas. El agotamiento de los suelos y la consecuente necesidad de rotar los cultivos, así como el continuo aumento de la población, hicieron también indispensable aumentar el ámbito geográfico de dominio territorial del grupo respectivo. Esto, casi inevitablemente, llevó al surgimiento de conflictos armados con otros grupos.
Entre el 300 a. C. y el 300 d. C. muchas comunidades aldeano-igualitarias de Costa Rica pasaron de la organización tribal o gentilicia, basada en relaciones de parentesco, escasamente jerarquizada y de producción autosubsistencial, a una organización aldeano-cacical, con caciques y señores, líderes religiosos o chamanes, artesanos especialistas, poder hereditario, etc. Los cacicazgos deben haber surgido por la necesidad de organizar la producción y el intercambio y dirigir las relaciones con otras comunidades y las actividades ofensivas y defensivas.
Los grupos cacicales por lo general establecieron divisiones territoriales más marcadas que las comunidades tribales y procuraron aumentar su ámbito geográfico de dominio para producir más alimentos y controlar las fuentes de materias primas (bosques, canteras, etc.). Estos grupos también desarrollaron redes de intercambio de productos con otras comunidades y regiones.
Algunas aldeas crecieron y se convirtieron en centros de poder económico, político y religioso.
Algunos estudiosos denominan cacicazgos complejos a estas nuevas formas de organización. La aparición de este tipo de cacicazgos también se manifestó en la jerarquización de los asentamientos, con aldeas principales y poblados secundarios. Aproximadamente partir del 300 a. C. empezaron a surgir algunas aldeas grandes, con obras de infraestructura de cierta importancia (basamentos, calzadas, montículos funerarios), que indican cierta centralización de la autoridad y capacidad de los dirigentes para movilizar a las comunidades en las tareas de construcción. Los vínculos de subordinación entre las aldeas pudieron favorecer el surgimiento de un cacique principal en la aldea dominante y de caciques secundarios en las subordinadas. Entre los principales testimonios arqueológicos de esta época cabe mencionar diversos sitios habitacionales en la península de Nicoya, las estructuras habitacionales de los sitios Severo Ledesma y Las Mercedes, en la vertiente atlántica, y algunos restos de asentamientos en el valle del General y las cuencas de los ríos Coto Brus, Coto Colorado y Grande de Térraba.
A este período corresponden diversos sitios arqueológicos de la provincia de Guanacaste, en particular tumbas cubiertas por toneladas de piedras. Montículos funerarios semejantes han aparecido en el cantón de Grecia. En otros lugares del Valle Central y el Pacífico se han encontrado basamentos de viviendas delimitadas con cantos rodados, montículos, pisos de arcilla y calzadas. En la región del Pacífico Sur se inició la elaboración de las célebres esferas de piedra, cuyo propósito aún se desconoce, aunque se ha sugerido que podrían haber sido símbolos de rango y marcadores territoriales, o haber tenido alguna función astronómica, asociada con el ciclo agrícola.
Hubo un gran desarrollo de la manufactura de objetos de jadeíta o del llamado jade social (piedras verdes o blancuzcas, tales como cuarzo, calcedonia, ópalos, serpentina, etc.), que se supone que se utilizaban como ornamento personal y después pasaban al ajuar funerario del individuo, puesto que la mayoría se ha encontrado en sepulturas. La fuerte tradición local de trabajo en jade (iniciada hacia el 500 a. C. y que se prolongaría hasta alrededor del 700 d. C.) fue mayormente independiente de influencias externas, aunque algunas piezas reflejan rasgos olmecas o mayas. Sus motivos tenían al parecer significado religioso. Los enterramientos de esta época denotan la existencia de rangos y categorías, ya que las ofrendas funerarias incluyen artefactos en jade y otras piedras verdes, metates ceremoniales, remates en piedra para bastones y cerámicas elaboradas. El número, calidad y dificultad de obtención de estos artículos servían para indicar el rango social de la persona.
Con los progresos en la agricultura y los cambios sociales que conllevaron, en las comunidades más exitosas fue estableciéndose una jerarquización de la sociedad, fundamentada en criterios económicos y políticos. Entre los años 300 y 800 posiblemente se desarrollaron en las sociedades cacicales estratos sociales de caudillos políticos y religiosos, guerreros, artesanos especializados y agricultores. Los grupos dirigentes pudieron desarrollar funciones como redistribuidores de los bienes producidos comunalmente, jefes militares, consejeros en momentos de crisis, etc.; en todo caso, habitualmente tuvieron acceso a bienes especialmente apreciados por su difícil obtención o compleja manufactura y se distinguieron de los demás indígenas por su lugar de habitación prominente dentro de las aldeas y exequias y ofrendas funerarias más elaboradas.

### Cacicazgos tardíos
A partir del siglo IX ciertas aldeas crecieron en tamaño y su diseño interno se hizo más complejo, dando lugar a la época de los cacicazgos tardíos, que se prolongaría hasta el siglo XVI. Es posible que la introducción y el desarrollo de variedades más productivas de maíz y otros cultivos, así como el perfeccionamiento de los métodos agrícolas haya conllevado un aumento en la población, una mayor jerarquización social y relaciones de subordinación más fuertes entre las diversas comunidades. En algunas aldeas los caciques o chamanes promovieron la construcción de obras de infraestructura que requirieron la movilización de una gran fuerza de trabajo. Hubo un notable auge en la orfebrería en diversas regiones del país. También aumentaron la variedad de bienes domésticos y suntuarios, el intercambio regional, las alianzas y los conflictos territoriales.
A principios de este período, empezaron a llegar a la península de Nicoya grupos de cultura mesoamericana, principalmente de lengua chorotega, que subordinaron o desplazaron del territorio nicoyano a las poblaciones allí asentadas o se mezclaron con ellas. Los nuevos señores introdujeron cambios en la religión, los enterramientos, el arte y otros aspectos, y animales domésticos como el pavo. A esta época corresponden extensos sitios habitacionales ubicados en los valles costeros como los hallados en Nacascolo y Papagayo y en las terrazas aluviales del Tempisque y otros ríos importantes. También se han encontrado restos de sitios especializados en la extracción de sal, que era un preciado bien de intercambio, especialmente para los grupos que habitaban tierra adentro. La cerámica policroma alcanzó un elevado nivel; a la tradición ceramista local se agregaron nuevos colores y estilos, algunos de clara inspiración mesoamericana.
En la región central del país aumentó la concentración de la población en centros de organización económica y política, que formaban conjuntos habitacionales y ceremoniales. El sitio arqueológico de esta clase más conocido es el de Guayabo en Turrialba, que cuenta con elevados montículos con paredes de piedra, rampas y graderías de acceso, así como con acueductos, plataformas elevadas, basamentos circulares y rectangulares, caminos empedrados y otras estructuras; pero también se han encontrado otros en diversos lugares del Valle Central, la región del Caribe y las llanuras del Norte. En esta época hubo un gran desarrollo de la estatuaria en bloques de rocas volcánicas para producir mesas, lápidas, metates y figuras antropomorfas (figuras femeninas, cabezas retrato, chamanes, guerreros con cabezas trofeo, etc.).
También en la región del Pacífico Sur se han hallado gran cantidad de basamentos habitacionales, calzadas, basureros, montículos y áreas funerarias. Los asentamientos se ubicaron en regiones muy fértiles, propiciando el cultivo intensivo del maíz, con cultivos asociados como el algodón y la utilización de palmas (coyol, palma real) y árboles frutales (guapinol, nance, etc.). Llegó a su apogeo la manufactura de esferas, al lado de obras de piedra tales como figuras de animales, metates y estatuas antropomorfas y aplanadas de grandes dimensiones, que parecen representar a importantes personajes. También hubo un gran auge de los trabajos en oro y en guanín o tumbaga (aleación de oro y cobre), con técnicas de laminado y martillado. No hubo explotación de yacimientos mineros propiamente dichos, ya que el oro se extraía de los ríos y el cobre de afloramientos.

## Clasificación social
Al momento de la llegada de los ibéricos, Costa Rica no existía como unidad sino que estaba habitada por diversos pueblos independientes entre sí y cuyas respectivas culturas tenían grados muy diferentes de complejidad y desarrollo. Está ya superada desde hace mucho tiempo la idea de dividir el territorio entre chorotegas, huetares y bruncas, nombres que en realidad solamente identificaban a una pequeña parte de las naciones existentes en el territorio costarricense en un momento histórico determinado. A la luz de los estudios recientes, resulta mucho más adecuado identificar dos grandes áreas principales, una región que presenta influencias de las culturas del Caribe y de Sudamérica, por lo que se le denomina «área intermedia», y otra que responde a las influencias de Mesoamérica, la gran área cultural que se extiende desde Chiapas y la península de Yucatán hasta la península de Nicoya y la zona aledaña al golfo de ese nombre, el «área mesoamericana».
No existía entre el área intermedia y el área mesoamericana una frontera estrictamente delimitada, ni en lo político ni en lo cultural,por lo que más bien debieron ser frecuentes los contactos y la transculturación entre ambos grupos de pueblos, sobre todo en las zonas de confluencia. Aun así, entre las dos áreas existían diferencias culturales notables. Algunos pueblos del área mesoamericana, por ejemplo, estaban organizados en sociedades aparentemente más complejas que las de sus congéneres del área intermedia, por lo cual también sus instituciones normativas, desde un punto de vista jurídico occidental, pudieron estar más desarrolladas. Sin embargo, en las dos zonas parece haber prevalecido un sistema normativo exclusiva o casi exclusivamente consuetudinario; es posible, sin embargo, que los indígenas de Nicoya conservasen todo o parte de su ordenamiento mediante algún sistema de escritura similar al de otros pueblos de cultura mesoamericana.
Parte de lo que se sabe de estas sociedades deriva de informes y cartas escritos por los conquistadores y misioneros españoles, personas cuya formación y mentalidad partían de patrones culturales muy diferentes a los de las sociedades indígenas y cuya visión de éstas a veces estaba deformada por prejuicios, conveniencias personales o mera ignorancia. Esos documentos no son muy numerosos, y en ocasiones resultan someros, fragmentarios o muy generales, y versan sobre un número muy pequeño de los grupos indígenas existentes.

## Área de influencia mesoamericana

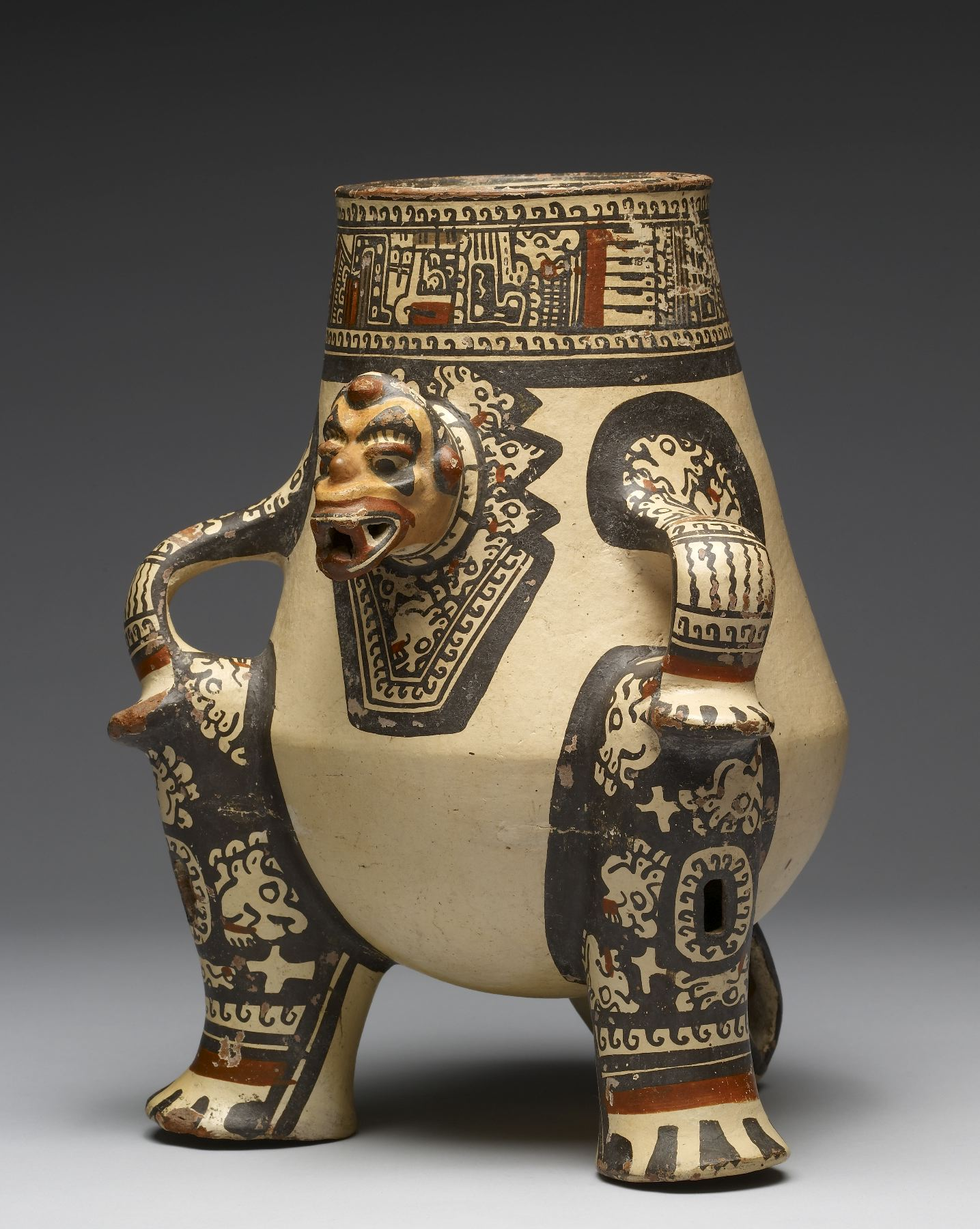
Vasija con motivos de jaguar, proveniente del Pacífico norte de Costa Rica (1000-1350).

La mayoría de los pueblos que en los primeros decenios del siglo XVI habitaban la península de Nicoya y las vecindades del golfo homónimo pertenecían al área cultural de Mesoamérica. También se ha comprobado su presencia en la región del Pacífico central comprendida entre los ríos Jesús María y Grande de Tárcoles. Estos pueblos hablaban la lengua chorotega, por lo que a veces se les designa genéricamente con ese nombre. Además, en las vecindades de la actual Bagaces, en la desembocadura del río San Juan y en la cuenca del Sixaola había enclaves de grupos con raíces culturales mexicanas, cuyo idioma era el náhuatl. Según varios documentos de la segunda mitad del siglo XVI, la colonia nahua de Sixaola había sido fundada por recaudadores de tributos enviados por el emperador azteca Moctezuma II, que se enteraron en ese lugar de la conquista de Tenochtitlán por los españoles y decidieron permanecer allí.
La península de Nicoya y la zona del golfo fueron los primeros territorios costarricenses que quedaron sometidos de modo efectivo y duradero al dominio de la Corona de Castilla, alrededor de 1520. El interés por esos lugares se vio fortalecido por la errada idea de que podía haber comunicación entre el golfo y el lago de Nicaragua, y a partir de 1522 hubo presencia constante de castellanos en la zona.
Muchos de los conocimientos con que se cuenta respecto a la vida de los habitantes de esta región derivan de las descripciones del cronista Gonzalo Fernández de Oviedo y Valdés, que visitó el pueblo de Nicoya en 1529. Es posible que muchas de sus instituciones y costumbres fuesen similares a las de las comunidades indígenas chorotegas que en esa época habitaban en algunas regiones de la vertiente nicaragüense del Pacífico, sobre las cuales son más abundantes los datos recogidos por Fernández de Oviedo y otros conquistadores, así como por algunos sacerdotes, entre los que destaca fray Francisco de Bobadilla.
La población de Nicoya era un centro político, religioso y económico, ubicado a corta distancia de la actual ciudad de ese nombre (a mediados del siglo XVI se mencionaban como dependientes de Nicoya dos parcialidades también llamadas Nicoya, una de mayor tamaño que la otra). En Nicoya residía un cacique mayor vitalicio, que ejercía autoridad política y desempeñaba funciones religiosas y ceremoniales. En la sucesión de los caciques mayores de Nicoya parece haber prevalecido un sistema dinástico-electivo. Fernández de Oviedo indicó que este cacique tenía otros vasallos principales y caballeros llamados galpones, que lo acompañaban y resguardaban y eran sus cortesanos y capitanes. Es posible que estos señores, a los que el cronista describe como arrogantes y crueles, representasen a los diversos pueblos tributarios de Nicoya.
Fray Juan de Torquemada consignó que los pueblos chorotegas de la zona del golfo nicoyano comprendían cuatro «provincias»: dos en la península, Nicoya y Cantrén (Canjel), y otras dos en la costa oriental,
Orotiña y Chorotega. Otras fuentes mencionan como pueblos tributarios de Nicoya a Canjén,
Diriá,
Nacaome,
Namiapí,
Nicopasaya,
Papagayo,
Paro y
Zapandí, así como la isla de Pococi (hoy denominada Caballo).

### Organización social
La sociedad chorotega era jerarquizada, y en sus estratos superiores, además de los caciques, figuraban guerreros, sacerdotes y ancianos de prestigio llamados huehues. La autoridad de los caciques de los pueblos no era absoluta, ya que la compartían con el monexico, un consejo de huehues elegido mensualmente por votación y en el cual posiblemente estaban representados los diversos clanes o comunidades. Quizá los miembros del monexico fuesen los mismos individuos antes mencionados como galpones, ya que los edificios donde se reunía ese consejo se conocían con ese nombre (derivado seguramente del término calpulli) que entre los indígenas de México designaba a un barrio, aldea o distrito. Fernández de Oviedo escribió:

En las otras cosas de sus costumbres de aquestas gentes nos parece una que es justa y honesta, así como cuando los caciques han de proveer algunas cosas para sus ejércitos y guerra, o cuando se ha de dar algún presente a los cristianos, o se ha de dispensar en algún gasto extraordinario. Y es que entran en su monexico o cabildo el cacique y sus principales, y echan suertes (después de acordado lo que se ha de dar) a cuál de ellos ha de quedar el cargo de proveerlo y de repartirlo por todos los vecinos, y hacer que se cumpla de la manera que en el monexico fue ordenado... Los regidores y oficiales que han de asistir con el cacique o presidente en el monexico, son elegidos de cuatro en cuatro lunas, y aquellas cumplidas, son como otro vecino cualquiera, y sirven otros otro tanto; pero siempre lo hacen los huehues, es decir, los viejos más principales.

En algunas comunidades, el monexico tenía la potestad de elegir y dar muerte al cacique o jefe principal. Acerca de la comunidad chorotega de Nagrando (Nicaragua), Fernández de Oviedo consignó:

No se gobernaba por cacique y único señor, sino a manera de comunidades por cierto número de viejos escogidos por votos; y aquéllos creaban un capitán general para las cosas de la guerra, y después que aquél con los demás regían su estado cuando moría o le mataban en alguna batalla o recuentro, elegían otro, y a veces ellos mismos le mataban si lo hallaban que era desconveniente a su república.

Por su parte, el cronista Francisco López de Gómara indica:

[Entre los pueblos indígenas de Nicaragua] no puede haber junta ni consulta ninguna, especialmente de guerra, sin el cacique o sin el capitán de la república y behetría. Declaran la guerra sobre los linderos y mojones, sobre la caza y sobre quién es mejor y podrá más, que así es en todas partes, y hasta para cautivar hombres para sacrificios. Cada cacique tiene para su gente su señal especial en la guerra y aun en casa. Eligen los pueblos libres capitán general al más diestro y experto que hallan, el cual manda y castiga absolutamente y sin apelación a los señores.

Es posible que en Nicoya haya existido un sistema parecido. En todo caso, el gobernante tenía una autoridad limitada y se veía en la necesidad de tomar en cuenta las tradiciones y la opinión de la comunidad. En 1529, cuando Fernández de Oviedo le recomendó a Nambí, cacique de Nicoya, que pusiese fin a ciertos ritos de embriaguez colectiva, obtuvo la siguiente respuesta:

... que en lo de las borracheras él veía que era malo; pero que era así la costumbre y de sus pasados, y que si no lo hiciese, que su gente no le querría bien y le tendrían por de mala conversación y escaso, y que se le irían de la tierra.

Al monexico le correspondía también elegir a ciertos ancianos de prestigio como consejeros de la comunidad. Estos ancianos, cuya actividad compararon los castellanos con la del confesor cristiano, atendían consultas confidencialmente, formulaban recomendaciones a la persona que buscaba su ayuda y asignaban penitencias tales como barrer las plazas u obtener leña para los templos. Se castigaba con mucha severidad a los consejeros que divulgasen el contenido de las consultas y a los terceros que las escuchasen subrepticiamente. Estos consejeros, al contrario de lo acostumbrado entre los sacerdotes, permanecían solteros.

### Leyes
No está claro si el monexico tenía también funciones judiciales. En su obra Costa Rica, la frontera sur de Mesoamérica, el abogado y antropólogo Ricardo Quesada López-Calleja indica que el cacique nombraba como jueces a ancianos experimentados y capaces, cuyos fallos eran inapelables, aunque también señala que en el caso de bigamia la sentencia la dictaba el consejo.
Los datos disponibles sobre los ordenamientos normativos de los pueblos chorotegas indican que desde un punto de vista jurídico occidental era un sistema de escasa complejidad, con pocas infracciones y pocas sanciones, y de naturaleza predominantemente consuetudinaria. Sin embargo, es muy posible que también hayan tenido normas escritas. El cronista Antonio de Herrera consignó que los pueblos chorotegas de Nicaragua tenían voluminosos libros de papel y pergamino, donde consignaban hechos memorables y tenían pintadas sus leyes y ritos, y Gonzalo Fernández de Oviedo indicó que poseían libros de cuero de venado, donde con tinta roja y negra consignaban sus términos y heredamientos, para que cuando hubiese contiendas o pleitos pudieran determinarlos allí con la opinión de los ancianos. A principios del siglo XX, como resultado de unas excavaciones arqueológicas en la isla de Chira, se halló un libro cuadrado con jeroglíficos, que fue denominado El misal chorotega; pero se ignora el paradero que haya corrido ese documento. La única referencia conocida sobre ese hallazgo la brinda la arqueóloga María Fernández Le Cappellain de Tinoco, quien visitó la isla de Chira en 1935. En su artículo «Chira, olvidada cuna de aguerridas tribus precolombinas», Fernández Le Cappellain refirió que en cierto paraje un isleño relató:

Aquí... vine acompañando al padre Velazco hace más de veinticinco años, cuando hizo este señor sus expediciones en la isla; y en un lugar muy cercano a éste, después de cinco meses de expedición, descubrió algo muy importante que llamó el misal chorotega, un libro cuadrado con muchos jeroglíficos.

Los vínculos familiares tenían mucha importancia. La organización familiar de los chorotegas era fundamentalmente cognática o matrilineal; además, según Fernández de Oviedo, los chorotegas eran «muy mandados y sujetos a la voluntad de sus mujeres», y López de Gómara dice que eran «valerosos, aunque crueles y muy sujetos a sus mujeres». Estaba prohibido el matrimonio entre ascendientes, descendientes y hermanos consanguíneos, aunque el incesto era prácticamente desconocido.

#### Matrimonio
El matrimonio era monogámico y al parecer indisoluble, salvo en caso de adulterio o bigamia. Algunos caciques y personajes de alto rango tenían concubinas, pero nunca se les consideraba como esposas legítimas. Habitualmente, el matrimonio requería una serie de ceremonias: se iniciaba con la petición de mano de la mujer, que efectuaba el padre del pretendiente mediante una visita formal a los padres de aquella. Si la solicitud era aceptada, se fijaba fecha para la celebración de la boda. El compromiso matrimonial se celebraba con grandes fiestas, a las que acudían las familias de los novios y sus amigos y vecinos. Antes de la boda, ambos contrayentes recibían de sus respectivos padres una dote, que podía incluir, según las posibilidades económicas de las familias, tierra cultivable, una vivienda, cacao, joyas, animales, frutas, etc. Las tierras y las alhajas de valor eran heredadas por los hijos de la pareja; pero si moría uno de los cónyuges sin que el matrimonio hubiese tenido descendencia, esos bienes volvían a poder de sus padres. El padre tenía la potestad de vender a los hijos para los sacrificios rituales.
En Nicoya y Orotiña, los caciques ejercía el derecho de pernada o ius primae noctis a pedido de la familia de la mujer, pues así a esta le era más fácil encontrar marido. Según López de Gómara algunos indígenas de Nicaragua preferían dar sus novias «a los caciques a que las rompiesen, por honrarse más o por quitarse de sospechas y ansiedad». Cuando Fernández de Oviedo reprendió al cacique Nambí porque a pesar de haberse bautizado seguía teniendo varias esposas y pasaba muchas noches con muchachas vírgenes, el gobernante nicoyano manifestó:

... que en lo de las mujeres que él no quería más de una, si fuese posible, que menos tenía que contentarse una que muchas; mas que sus padres se las daban y rogaban que las tomase, y otras que le parecían bien él las tomaba, y por haber muchos hijos lo hacía; y que las mozas vírgenes, que él lo hacía por las honrar a ellas y a sus parientes, y luego se casaban con ellas de mejor voluntad los otros indios...

La ceremonia matrimonial se efectuaba en presencia del cacique y de las familias de los novios. El cacique, con su mano derecha, tomaba a los contrayentes por los dedos corazón y meñique de sus manos izquierdas, los conducía hasta una pequeña casa destinada a efectuar ritos matrimoniales y allí les decía: «Mirad que seáis buenos esposos y que miréis por vuestra hacienda, y que siempre la aumentéis y no la dejéis perder». Después la pareja guardaba silencio mientras miraba arder una astilla de ocote. Cuando esta se consumía, se consideraba concluida la ceremonia y los nuevos esposos se retiraban a una habitación de la casa para consumar el matrimonio. Las fiestas de la boda se iniciaban al día siguiente, cuando los esposos salían de la casa y el marido manifestaba ante sus amigos y parientes que había encontrado virgen a la mujer. Esta declaración originaba un regocijo general. En caso de que la mujer hubiese sido entregada al novio como virgen pero ya había tenido relaciones sexuales, era devuelta a casa de sus padres y la boda se tenía por no celebrada. Empero, si desde antes de la boda el novio había sabido que la mujer no era virgen, el matrimonio se consideraba válido.
Muchos varones preferían tomar como cónyuges a mujeres que ya no eran vírgenes y aun a las de conducta licenciosa. También se conservan referencias sobre una peculiar práctica matrimonial de los nicaraos, que pudo haber existido también entre los chorotegas: una mujer se prostituía para reunir una dote, congregar después a sus clientes, pedirles que en cierto plazo le construyesen entre todos una casa y decirles lo que cada uno debía aportar. Cuando se terminaba la vivienda, la mujer elegía marido entre los clientes, se celebraba una fiesta y a partir de entonces era considerada una buena mujer. Cabe mencionar que la prostitución, aun sin fines matrimoniales, era cosa permitida, y Fernández de Oviedo consignó que el precio habitual por los servicio sexuales de una mujer era de diez almendras de cacao. El cronista López de Gómara dice que las mujeres «antes de casarse son por lo general malas, y casadas buenas».
Entre los chorotegas se celebraban además ritos de catarsis colectiva, a veces acompañados de sacrificios humanos y antropofagía ritual. Durante esos ritos, las mujeres casadas, por principales que fuesen, podían tener relaciones sexuales con quienes quisiesen o les pagasen, sin que después se presentasen escenas de celos ni castigos. En circunstancias ordinarias, sin embargo, el adulterio de la mujer era sancionado con una amonestación, un fuerte castigo corporal y la expulsión del hogar. Sus familiares la insultaban y la desconocían, y la comunidad la consideraba como una mujer impura, desleal y sin vergüenza.
La bigamia del varón era castigada con la pérdida de bienes y el destierro, y su esposa legítima podía contraer nuevas nupcias, si no tenía hijos con el bígamo. En caso de haberlos, no podía casarse de nuevo, pero si se encargaba del cuidado de los hijos, disfrutaba de los bienes del bígamo. La mujer que a sabiendas contraía matrimonio con un hombre casado perdía todos sus bienes a favor de la esposa legítima. Quien violase a una mujer era atado en la casa de la ofendida y sus propios parientes debían mantenerlo hasta que compensase el delito con cierta cantidad de bienes; de no hacerlo se convertía en esclavo de la familia de aquella. Si un sirviente tenía relaciones sexuales con la hija de su amo, ambos eran enterrados vivos. También se castigaban con pena de muerte, mediante lapidación, las relaciones sexuales entre varones.

#### Economía
Como en otras comunidades indígenas de Mesoamérica, la propiedad de la tierra cultivable y el trabajo agrícola entre los chorotegas debieron ser fundamentalmente de índole colectiva. Quesada López-Calleja señala que la propiedad de la tierra no se podía vender y los padres la transmitían a sus hijos o a sus parientes por falta de descendencia, cuando sentían que había llegado su última hora. La referencia de Fernández de Oviedo a sus libros de cuero de venado insinúa que existía algún tipo de catastro, aunque es posible que los litigios sobre terrenos no fuesen entre individuos sino entre grupos.
La propiedad privada individual debió existir principalmente con respecto a los bienes muebles. Los ladrones eran condenados a devolver lo robado y a servir a su víctima para resarcirlas del perjuicio, y permanecían atados en casa del ofendido hasta que éste quedase satisfecho; de no recibirse la compensación, el ladrón podía caer en esclavitud. Una situación similar podía ocurrir cuando se cometía un homicidio, ya que el delincuente debía compensar el hecho con bienes a satisfacción de los familiares de la víctima, y sino lo hacía se convertía en su esclavo.
Los tianguez o mercados desempeñaban un papel central en la vida económica de los pueblos chorotegas, por lo que debieron existir normas de cierta complejidad sobre comercio y contratación. Estos mercados eran atendidos por mujeres, y a ellos no podían ingresar varones de la misma población, salvo jóvenes que nunca hubiesen tenido relaciones sexuales. Los hombres que violasen tales prohibiciones podían ser apedreados o vendidos como esclavos o para ser comidos. Al frente de los mercados había una especie de jueces-administradores elegidos cada cuatrimestre por el Monexico, según refirió Fernández de Oviedo:

... lo primero que hacen en aquellos sus ayuntamientos es que señalando fieles ejecutores por otros cuatro meses, los cuales, o al menos uno de ellos, nunca se quita de la plaza y tianguez o mercado: y aquellos fieles son allí alcaldes y absolutos gobernadores dentro de las plazas, para no consentir fuerza ni mala medida, ni dar de menos de lo que han de dar o trocar en sus ventas o baraterías los contrayentes: y castigan sin remisión alguna a los transgresores de sus ordenanzas y costumbres, y a los forasteros hacen que se les haga más cortesía y más buen acogimiento, porque siempre vengan más a su contratación.

Aunque el trueque desempeñara un papel importante en los intercambios, las semillas de cacao servían a los chorotegas como moneda, y se presentaban casos de falsificación, mediante la artimaña de extraer el cacao de las semillas y llenar éstas con tierra. 

#### Delincuencia
La religión, el idioma, las costumbres y las leyes de los pueblos chorotegas desaparecieron gradualmente como consecuencia de la conquista. Sin embargo, diversas fuentes de la época de la dominación española elogian las leyes de los nicoyanos y su actitud ante el Derecho. Por ejemplo, en la segunda mitad del siglo XVI el cosmógrafo Juan López de Velasco indicó que los indígenas de Nicoya eran «leales y obedientes a las justicias», y a principios del siglo XVIII todavía se recordaba que se habían regido por leyes sabias y que entre ellos no existía pena para el parricidio y el regicidio, porque consideraban que ninguna persona era capaz de cometer tales delitos. El cronista López de Gómara refiere que entre los indígenas de Nicaragua, dentro de los cuales incluía a los chorotegas, «no hay pena para quien mata a cacique, diciendo que esto no puede acontecer. Por su parte, el fraile Bobadilla consignó que al preguntar a un indígena de Nicaragua qué hacían cuando alguien mataba a un cacique, el informante respondió que eso nunca ocurría, «... porque el cacique no comunica con personas bajas».

## Área intermedia

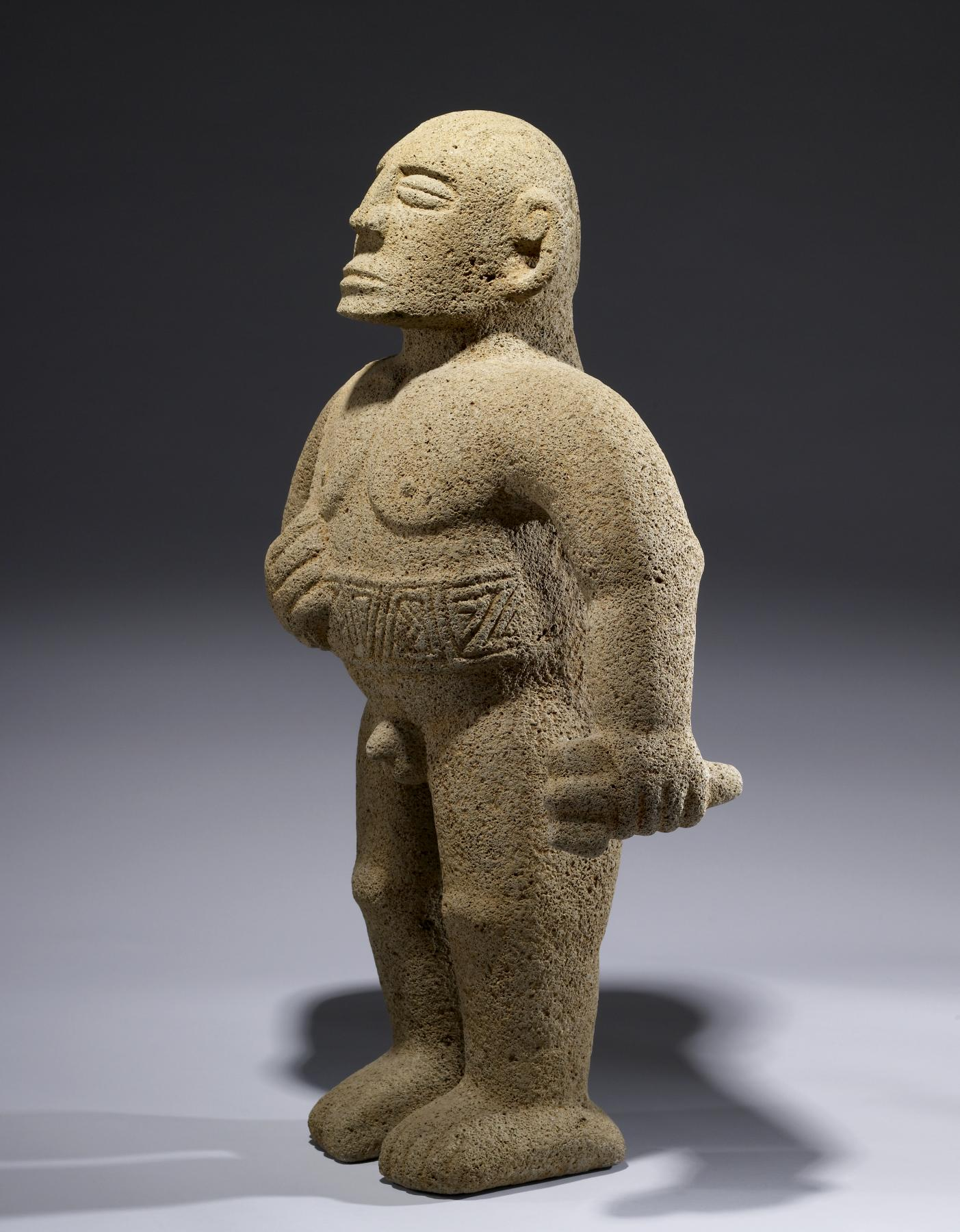
Figura de guerrero en piedra volcánica. Vertiente del Atlántico de Costa Rica.

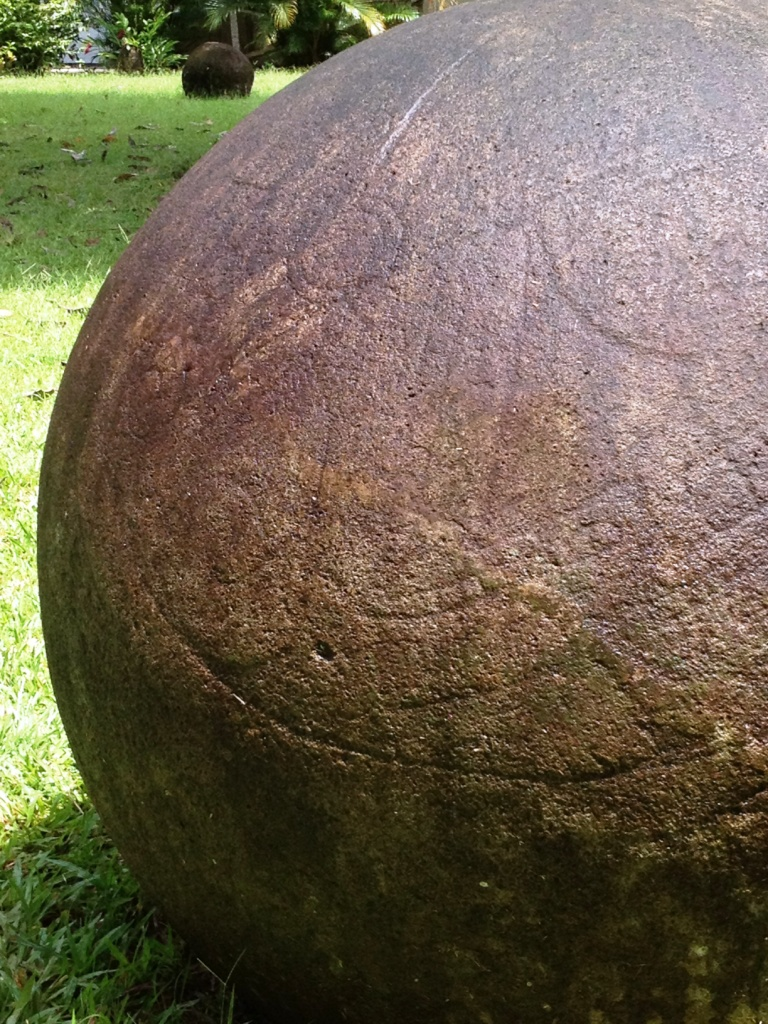
Esfera de piedra precolombina, Palmar Sur.

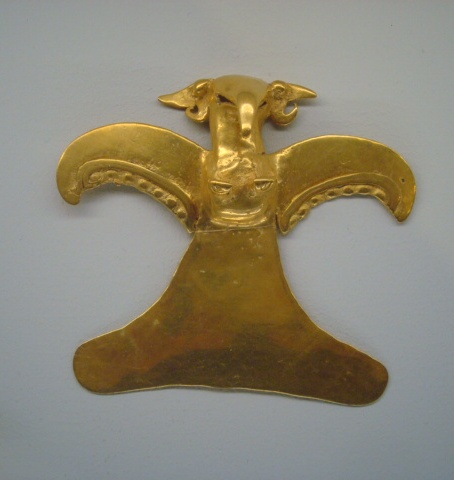
Águila de oro hallada en el Valle del Díquis, Pacífico sur de Costa Rica. 700-1550. Museo del Oro Precolombino.

El actual territorio costarricense, con excepción de la península de Nicoya, la zona del golfo homónimo y los enclaves nahuas, constituía en el siglo XVI parte del área cultural denominada como intermedia. Esta comprendía, además, la región atlántica de Nicaragua, Panamá, Colombia, parte de Venezuela y la costa pacífica del Ecuador. Es posible que en épocas anteriores la región nicoyana haya formado también parte de ella, y que sus pobladores originales hayan sido desplazados de allí por los grupos de cultura mesoamericana procedentes del norte.
El área intermedia de Costa Rica, a la llegada de los castellanos, presentaba mucho menor unidad cultural que la de influencia mesoamericana. La habitaban numerosas comunidades con costumbres y lenguas distintas, aunque la mayoría de los idiomas que empleaban pertenecían a la familia lingüística macro-chibcha. La cultura de algunos de esos grupos, especialmente en la vertiente atlántica, tenía muchos elementos similares a las de los pueblos de las islas del Caribe, pero en otros era perceptible la influencia suramericana: por ejemplo, en 1562 el cabildo de la recién fundada ciudad de Castillo de Garcimuñoz, ubicada en el Valle Central, escribió al rey Felipe II que los indígenas de Costa Rica imitaban en el traje y la contratación a los del Perú. En el siglo XIX, todavía algunos indígenas de Talamanca conservaban la práctica consignar cantidades de personas en cordeles con diferentes tipos de nudos, análoga a la de los quipus del imperio de los incas. También se pueden encontrar semejanzas entre las costumbres de ciertas comunidades y las de pueblos indígenas de Panamá y Colombia.
Entre muchas de las comunidades del área intermedia costarricense había vínculos comerciales, de vasallaje o de alianza, pero no había una sola autoridad en todo el territorio, sino toda una pluralidad de sociedades de diverso grado de complejidad. En los documentos de los castellanos aparecen mencionados un gran número de grupos indígenas: aoyaques, buricas, cabécares, katapas, chomes, corobicíes, cotos, guaymíes, huetares, pococes, quepoas, suerres, tariacas, térrabas, tises, turucaca, urinamas, viceitas, botos... Sin embargo, las referencias al respecto son demasiado imprecisas y escuetas como para poder identificar con claridad las diversas etnias y sus características específicas. Los nombres de las localidades y los jefes también son problemáticos, ya que algunas veces se usan dos o más nombres para un mismo lugar o persona, o la misma denominación para un lugar y para un cacique. Se ha sugerido incluso que esto pudiera deberse a una costumbre en el sentido de cambiar el nombre del sitio cada vez que moría un cacique, para darle el del difunto.
A los europeos les llamó la atención la gran diversidad lingüística; todavía hoy, los idiomas indígenas que subsisten en Costa Rica tienen características muy diferentes. Posiblemente también existía una gran pluralidad de cultos y de ordenamientos normativos. Sin embargo, el territorio del área intermedia no fue visitado por cronistas como Fernández de Oviedo o misioneros etnógrafos como Bobadilla, y por ello los datos que existen sobre su vida religiosa o jurídica son singularmente escasos, aislados y fragmentarios.
En el siglo XVI, en el área intermedia parece haber predominado un tipo de asentamiento disperso, concretado en la existencia de caseríos formados por dos o tres palenques comunales muy grandes, cuyos habitantes cultivaban los campos aledaños. Algunas fuentes indican que en cada vivienda habitaba junta «toda una familia, parentela y linaje». Aunque en ciertos sitios como Guayabo quedan testimonios arqueológicos de que hubo asentamientos mayores, la tendencia de las comunidades a la concentración urbana parece haber sido menor que la existente en la región nicoyana, quizá debido a que los cultivos nómadas o seminómadas obligaban a los grupos humanos a desplazarse paulatinamente. Al contrario de lo ocurrido en otros lugares de Centroamérica, los castellanos no lograron encontrar en Costa Rica ningún centro de población suficientemente grande como para darle el calificativo de ciudad.

### Organización social
Los pueblos del área intermedia se hallaban organizados en cacicazgos mayores y menores y clanes gentilicios. Se sabe de varios grupos que estaban subordinados a otro y pagaban tributo a su cacique; sin embargo, es muy problemática la fijación clara de la linealidad jerárquica, debido a que los documentos son demasiado vagos e imprecisos sobre el particular, y a veces se emplean indistintamente términos como cacique mayor y cacique principal. En otros casos es difícil determinar si las relaciones entre diversos grupos eran de subordinación o de simple alianza. Además de la voz cacique, los documentos de los conquistadores mencionan como sinónimos de cacique principal los términos taque, que en chibcha significa ‘jefe’, el que manda; ibux, que podría identificar a los hermanos o hijos de los caciques, y uri, que significa ‘hijo de señor’.
Entre los cacicazgos mayores que se han identificado quizá los más conocidos son el del cacique Garabito (cuyo nombre indígena fue posiblemente el Guar-Abito, ‘el centinela de Abito’; en la capitulación de Diego de Artieda Chirinos y Uclés (1573), se habla de la provincia de Guaravito en lugar de Garabito), en la región del Pacífico central y parte del sector occidental del Valle Central, y el de  El Guarco, cuyo sucesor Correque dominaba un territorio que se extendía desde el río Virilla hasta Aserrí y hacia el este hasta Chirripó y Parragua. Ambos parecen haber tenido bajo su autoridad un número importante de comunidades y grupos. Otros caciques, sin embargo, no tenían vínculos de subordinación con ellos.
Aunque hay indicios de que ciertas comunidades tenían sistemas dinásticos patrilineales, similares al de los incas, la mayoría de los cacicazgos costarricenses eran vitalicios y hereditarios por vía matrilineal, como los de otras partes del área intermedia. En algunas comunidades este sistema debió ser dinástico-electivo; así ocurría todavía, por ejemplo, en ciertos grupos indígenas de Talamanca en la segunda mitad del siglo XIX, según consignó el paleontólogo estadounidense William More Gabb:

La forma de gobierno es extremadamente simple. Una familia tiene derecho hereditario a la jefatura... La sucesión no se practica en línea directa, sino que a la muerte del jefe, el miembro más elegible de la familia real es electo para llenar la vacante. Con frecuencia, en vez del hijo, recae la elección en algún primo segundo del último jefe... Había sido costumbre que el heredero aparente, el futuro sucesor, tuviese la posición de segundo, o jefe subordinado, con poca o ninguna autoridad.

Se sabe que en algunos pueblos la mujer podía ejercer el cacicazgo: en 1562, un capitán español que visitó la comunidad de los botos fue «... bien recibido de una india cacica de ellos y de su marido que manda poco en ellos».
Los caciques costarricenses del área intermedia parecen gozado de mayores potestades que los de Nicoya; por ejemplo, cuando Correque trasladó su residencia de Ujarrás a Tucurrique, se llevó consigo a muchos señores e hijos de señores, «porque donde él quería se poblaba y nadie se lo contradecía». Garabito también parece haber gozado de una autoridad considerable. Sin embargo, quizá en otros grupos el poder del cacique mayor sobre los demás no era absoluto, sino que se ejercía en coordinación con los caciques subordinados. En algunas comunidades, la autoridad efectiva de los caciques debió ser todavía menor, como lo sugiere, por ejemplo, lo escrito en la segunda mitad del siglo XIX por el paleontólogo Gabb sobre los indígenas de Talamanca:

Antiguamente los jefes ejercían nada más que un mando nominal sobre el pueblo. Las principales ventajas que derivaban de su posición participaban más de un carácter social que político. Se conducía al jefe a la mejor hamaca para que se sentase, al entrar en cualquier casa. Tratábasele con gran lujo y se le ofrecía chocolate, mientras que las personas de menor categoría debían contentarse con chicha. Pero (en) caso de pelea, el jefe tenía que defenderse de los golpes de sus largos y pesados garrotes, como cualquiera otro mortal ordinario.

En la mayoría de las comunidades, el cacique desempeñaba papeles de vital importancia. Encauzaba las actividades productivas, redistribuía los excedentes, solucionaba conflictos internos e impartía justicia, dirigía las relaciones con otros grupos y tenía funciones sacerdotales. Su persona casi siempre era sagrada, llevaba vestiduras e insignias especiales y estaba rodeado de asistentes y servidores, así como de un elaborado protocolo. Los principales hechos de su vida y sus funerales solían estar caracterizados por ritos públicos complejos y solemnes. La jerarquización de la sociedad dependía en muchos aspectos de las relaciones con el cacique, ya que el rango de las personas estaba determinado por el grado de lejanía o proximidad consanguínea con él.
Los guerreros y sacerdotes solían pertenecer a los estratos superiores, y también tenían vestimentas e insignias especiales. En algunos pueblos, como el de los coctus o cotos, había mujeres guerreras, a las que se llamaba biritecas. Estas biritecas de Coctu tuvieron cautiva a Dulcehe, hermana de Corrohore, cacique de Quepoa, que fue liberada por la intervención militar del conquistador Juan Vázquez de Coronado. Gratuitamente se ha llamado Biriteca, como nombre propio o sobrenombre, a la mujer del famoso cacique mayor Garabito y también a la propia Dulcehe, que más tarde fue bautizada como Doña Inés. El biógrafo de Garabito, Oscar Bákit, señala lo absurdo de estas identificaciones, diciendo: «Dulcehe nunca fue sobrenombrada La Biriteca, pues tal nombre hubiera sido un insulto para ella, ya que correspondía a las mujeres que precisamente la habían tenido prisionera».
Los enfrentamientos bélicos entre los grupos eran frecuentes, y los prisioneros de guerra se destinaban al sacrificio ritual, aunque sin la antropofagia habitual en las ceremonias mesoamericanas. El misionero fray Agustín de Cevallos, al referirse en 1610 a varios grupos indígenas del sudeste de Costa Rica, consignó que vivían en continuas guerras unos con otros, porque debían sacrificar periódicamente a algunas personas «... y cuando no las tienen, por no sacrificar los de su nación, acometen a los de otra y los que cautivan sacrifican; y si les sobran, los venden a otros vecinos para el mismo efecto». Los esclavos también eran sacrificados para enterrarlos con los caciques u otros miembros de los estratos altos.

### Leyes

#### Matrimonio
Las normas sobre familia y parentesco se fundamentaban en un sistema cognático, por lo que debió ser muy importante el avunculamiento, es decir, el conjunto de costumbres reguladoras de las relaciones entre un sobrino y un tío materno. La organización familiar estaba basada en clanes matrilineales que se suponían descendientes de una antepasada común y que a veces se identificaban con un nombre también común a todo el grupo, referido por ejemplo a un animal. En ciertos grupos indígenas de la actual Talamanca estaba rigurosamente prohibida la relación sexual entre personas del mismo grupo cognático, por lejano que fuese el parentesco, lo cual obligaba a la exogamia: los varones debían buscar esposa en otro clan. A los infractores de esta norma se les enterraba vivos. Imperaba además un sistema de residencia uxorilocal, es decir, el varón debía irse a vivir a casa de sus suegros. Como el novio o marido debía contribuir con su trabajo al sustento común de su nueva familia, por esta razón las jóvenes eran consideradas «como ventajosa propiedad para sus familias». En caso de que el marido enfermase, debía regresar a casa de sus padres, pero si el mal era de llagas o se prolongaba demasiado, o si era haragán, la mujer ya no volvía a admitirlo. No reconocían parentesco por la vía agnática y en consecuencia el trato carnal entre dos personas unidas por vínculos exclusivamente patrilineales era irrelevante.
En el área intermedia parece haber prevalecido un sistema de matrimonio sindiásmico, aunque no es imposible que en algunas comunidades hubiese formas de matrimonio monogámico. La poligamia, como entre los nicoyanos, estaba reservada a los jefes y otros estratos superiores de la sociedad. Un documento de 1763 indica:

[entre los indígenas de Talamanca] los hombres no se casan sino de veinte años para arriba, pero las mujeres, si son buen parecer, de seis a siete años suelen casarse; de modo que los hombres las crían y cuidan como hijas en su compañía hasta que llegue el tiempo de usarlas. Los indios de respeto, tenidos por ricos, por señores valientes entre los demás, tienen pluralidad de mujeres, que por lo común son sus cuñadas, lo cual reputan por grandeza.

Sin embargo, en la segunda mitad del siglo XIX, entre los grupos indígenas de Talamanca muchos varones tenían dos mujeres y algunos tres, y la pluralidad de mujeres quedaba a opción del marido.
La palabra utilizada hoy en el idioma de los bribri de Talamanca para designar al matrimonio, que significa literalmente ‘manos unidas’, da idea de lo sencilla de lo que pudo haber sido la ceremonia, cuando había alguna. Un misionero alemán consignó que todavía a principios del siglo XX persistía entre los mismos bribris un matrimonio con escasas formalidades, pero en el cual la madre de la novia desempeñaba un papel importante:

El pretendiente se presenta en casa de su novia... He venido a pasar la noche, dice. Vengo en un asunto muy importante. Así comienza el novio. En seguida se prepara el cacao, se reparte y se bebe bastante. Si hay una visita de algún vecino, la madre de la novia la convida a quedarse... En fin, la madre pregunta en un momento oportuno al pretendiente cuál es el asunto importante, llamándolo aparte. Si conviene a la madre, busca un guacal grande especial que tiene guardado en su chácara, lo llena de cacao y lo entrega a su hija para que ella misma lo ofrezca a su novio, el cual tienen [sic] que bebérselo solo. Al día siguiente regresa el novio a su casa y la madre de la novia a penas habla a su esposo sobre el asunto lo que muy poco cambia su resolución. La madre avisa de nuevo al pretendiente que venga a su casa... Ya no se habla más de casamiento, pues se considera como concluido...

Al igual que en otros sistemas matrimoniales, en el del área intermedia costarricense la mujer casada podía tener en la familia una posición igual o incluso superior a la del marido, como lo demuestra el caso de la cacica de los votos. Posiblemente gozaba también de mayor libertad sexual que la mujer chorotega, ya que los grupos del área intermedia no parecen haber dado importancia a la virginidad y había mujeres que se entregaban a quienes las solicitasen. A fines del sigo XIX, William More Gabb indicó que entre las indígenas de Talamanca, «al llegar a la pubertad es señal que deben casarse, a lo menos por parte de las jóvenes... se me ha asegurado que muy pocas conservan su virginidad hasta el matrimonio».
Según es habitual en las familias sindiásmicas, no parece que existiera una diferencia sustancial en la posición del varón y la mujer en cuanto a la disolución del matrimonio, como lo sugieren las costumbres que mantenían los grupos indígenas de Talamanca a fines del siglo XIX: «No se requiere fórmula alguna para contraer matrimonio y éste dura todo el tiempo que conviene a los cónyuges. En caso de infidelidad de parte de la mujer, o de indebida crueldad de parte del marido, pueden separarse. Algunas veces, si la mujer resulta infiel, el marido la azota severamente y tal vez la devuelve a su familia, o ella resentida lo abandona. Esta separación dura por uno o dos años, o puede ser definitiva; pero durante ella, cualquiera de las partes puede contraer nuevos lazos y entonces la separación es permanente».
También hay indicios que permiten suponer que en algunas comunidades se permitía la convivencia sexual entre varones. Con respecto a un grupo del área intermedia panameña, muy vinculada a la costarricense, Fernández de Oviedo escribió que los homosexuales «... no son despreciados ni maltratados por ello. Los tales no se ayuntan a otros hombres sin licencia del que los tiene, y si lo hacen, los mata».

#### Economía
En el área intermedia costarricense debieron prevalecer sistemas colectivos de trabajo y de propiedad de la tierra cultivable, aunque con posiciones de privilegio para las personas pertenecientes a los estratos superiores de la sociedad. No se ha hallado ninguna referencia documental sobre la existencia de mercados, aunque la acumulación de objetos en lugares como Línea Vieja permite suponer que en algunos lugares hubo un comercio muy intenso. En ciertos asentamientos se ha comprobado la existencia de plazas, que pudieron haber sido utilizadas para actividades de redistribución de bienes, así como para ritos religiosos.